# Heinrich Kiel (Jurist)
Heinrich Kiel (* 1. März 1961 in Hannover) ist ein deutscher Jurist und Vorsitzender Richter am Bundesarbeitsgericht.

## Leben und Wirken
Kiel studierte ab 1980 Rechtswissenschaften an der Christian-Albrechts-Universität zu Kiel, wo er 1986 sein Erstes Juristisches Staatsexamen ablegte. Während des anschließenden Referendariats in Niedersachsen schloss er 1990 mit der arbeitsrechtlichen Schrift Die anderweitige Beschäftigungsmöglichkeit im Kündigungsschutz: Zugleich ein Beitrag zur „konzerndimensionalen Weiterbeschäftigung“ im Individualarbeitsrecht  an der Universität Hannover seine Promotion zum Dr. iur ab. Nach seinem Zweiten Staatsexamen 1991 trat Kiel im Oktober 1991 als Arbeitsrichter in den Höheren Justizdienst des Landes Niedersachsen ein. Dort wurde er zunächst an den Arbeitsgerichten Hannover und Celle eingesetzt. Von 1994 bis 1996 war er als wissenschaftlicher Mitarbeiter an das Bundesarbeitsgericht abgeordnet. Im Anschluss daran wurde Kiel 1997 zum Direktor des Arbeitsgerichts Celle befördert. 2000 wechselte er als Vorsitzender Richter an das Landesarbeitsgericht Niedersachsen, wo er 2006 zum Vizepräsidenten aufstieg. 2007 wechselte er als Ministerialdirigent an den Niedersächsischen Landesrechnungshof.
2009 wurde Kiel zum Richter am Bundesarbeitsgericht gewählt und zunächst dem Siebten Senat zugewiesen, dessen stellvertretender Vorsitzender er im Mai 2014 wurde. Im April 2011 war er zum Honorarprofessor an der Universität Hannover ernannt worden. Seit November 2018 ist Kiel Vorsitzender des vor allem für Urlaubsrecht, Altersteilzeit, Teilzeitbeschäftigung, den Arbeitnehmerstatus, Zeugnisrecht und Konkurrentenklagen zuständigen Neunten Senats.